# 2011年金馬國際影展
2011年金馬國際影展是在2011年11月3日至11月24日，於臺灣的新竹及台北兩座城市舉辦。該年度亞洲影評人協會獎（NETPAC獎）獲獎影片為《殺戮鄉》。

## 外部連結
- 金馬國際影展（页面存档备份，存于）